# Sebastian Bender
Sebastian Bender (Wuppertal, 16 februari 1991) is een Duits acteur.

## Leven
Sebastian Bender werd beroemd door de komische serie Der Lehrer. Dit werd gevolgd door rollen in verschillende andere series. Sinds medio 2012 speelt hij mee in de jeugdserie Hotel 13 als Diederich von Burghart.

## Filmografie/televisie
- 2007: Freche Mädchen
- 2008: Hilde
- 2008: 112 – Sie retten dein Leben (tv-serie,episode 1x10)
- 2009: Der Lehrer (tv-serie, negen afleveringen)
- 2008: Da kommt Kalle (tv-serie, episode 3x09)
- 2010: Glaub mir (korte film)
- 2010–2011: Tiere bis unters Dach (tv-serie, afleveringen 1x04, 2x08)
- 2009: Undercover Love
- 2010: Surviving Carla
- 2010: Bermuda – Dreieck Nordsee
- 2011: Der letzte Bulle (tv-serie, episode 2x05)
- 2011: Penthesilea (korte film)
- 2012: MEK 8 (tv-serie, episode 1x16)
- 2012: SOKO Köln (tv-serie)
- 2012: Ein Fall für die Anrheiner (tv-serie)
- sinds 2012: Hotel 13 (tv-serie)

- 2013: Grober Unfug (korte film)